# Зелимово
Зели́мово, также Зели́м (баш. Йылым) — деревня в Баймакском районе Республики Башкортостан Российской Федерации. Входит в состав Ишбердинского сельсовета.

## География

### Географическое положение
Расстояние до:
- районного центра (Баймак): 57 км,
- центра сельсовета (Ишберда): 13 км,
- ближайшей железнодорожной станции (Сибай): 98 км.

## Население
| 2002 | 2009 | 2010 |
| ---- | ---- | ---- |
| 317  | ↘263 | ↘254 |

Согласно переписи 2002 года, преобладающая национальность — башкиры (99 %).